# Masio
Masio es una localidad y comune italiana de la provincia de Alessandria, región de Piamonte, con 1.481 habitantes.

## Evolución demográfica
| Gráfica de evolución demográfica de Masio entre 1861 y 2001 |
|                                                             |
| Fuente ISTAT - elaboración gráfica de Wikipedia             |